# Douglas Coupland

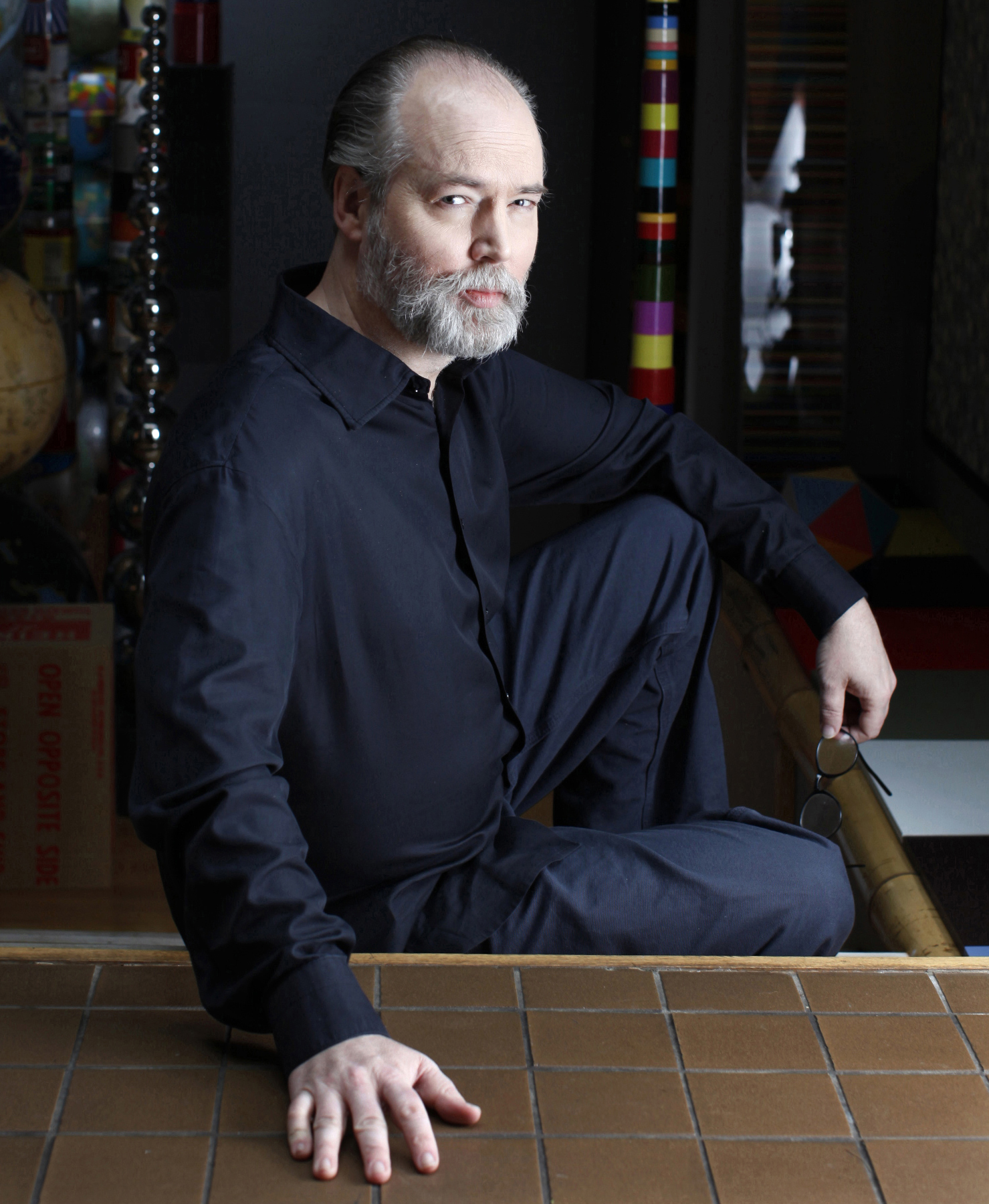
Douglas Coupland, 2013

Douglas Campbell Coupland (* 30. Dezember 1961 in Rheinmünster-Söllingen) ist ein kanadischer Schriftsteller, bildender Künstler und Designer. Sein erster Roman Generation X, der 1991 erschien, wurde zu einem internationalen Bestseller und führte Begriffe wie McJob und Generation X in den allgemeinen Sprachgebrauch ein. Ein durchgehendes Merkmal von Couplands Romanen und Kurzgeschichten ist ihre Synthese von postmoderner Religiosität, Web 2.0, Sexualität und Popkultur.
Bis 2013 hat er 15 Romane veröffentlicht und eine Biografie über Marshall McLuhan verfasst. Coupland war 2006 und 2010 für den Scotiabank-Giller-Preis und 2009 für den Writers’ Trust Fiction Prize sowie 2011 für seine Biografie über McLuhan für den Hubert Evans Non-Fiction Prize nominiert. Die britische Zeitung The Guardian nahm 2009 zwei seiner Erzählungen, nämlich Girlfriend in a Coma und Microsklaven in die „Liste der 1000 Romane, die jeder gelesen haben muss“ auf. 2013 wurde Coupland der Order of Canada verliehen, die höchste Auszeichnung, die kanadische Zivilpersonen erhalten können.

## Leben

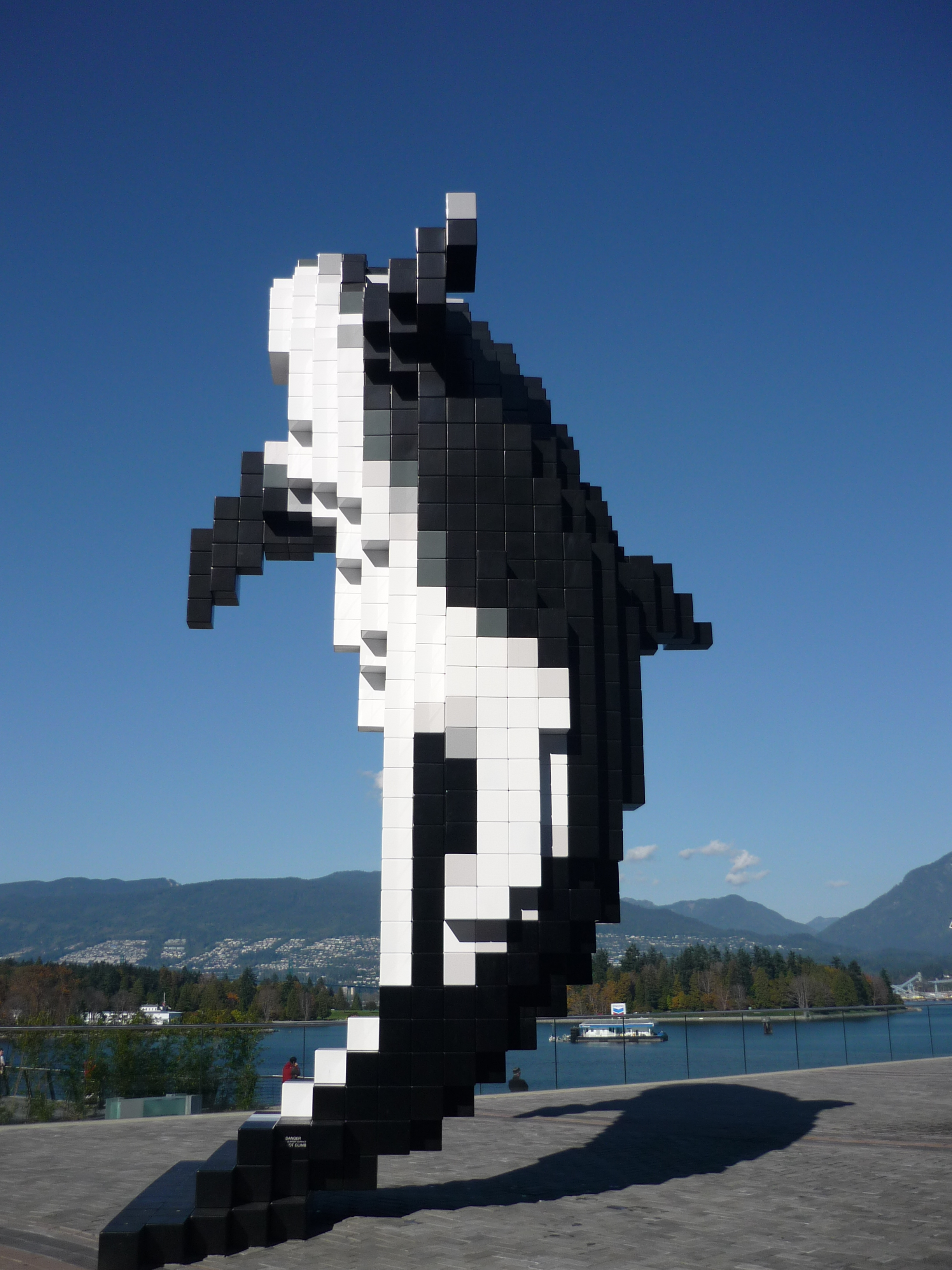
Digital Orca, Skulptur von Douglas Coupland in Vancouver

Douglas Coupland wurde auf einem NATO-Stützpunkt in Deutschland geboren. Er war der zweite von vier Söhnen, sein Vater Charles Thomas Coupland war im medizinischen Dienst der Royal Canadian Air Force beschäftigt, seine Mutter C. Janet Coupland war Hausfrau und hatte einen Abschluss in Vergleichender Religionslehre der McGill University. Die Familie kehrte 1965 nach Kanada zurück, wo der Vater eine Arztpraxis eröffnete. Coupland wuchs entsprechend in Vancouver in British Columbia auf. Seinen Familienhintergrund hat Coupland als ausgesprochen religiös bezeichnet.
Nach Abschluss der Highschool besuchte er die McGill University, um dort Naturwissenschaften zu studieren. Er brach sein Studium jedoch nach einem Jahr ab und kehrte nach Vancouver zurück, wo er 1984 am Emily Carr College of Art and Design ein Bildhauerei-Studium abschloss. Über seine Zeit an dem auf Granville Island liegenden College sagte er später:

„Ich… hatte dort die besten vier Jahre meines Lebens. Es war der eine Ort, an dem ich mich wirklich und vollständig zu Hause fühlte. Es war eine magische Ära zwischen Hippies und PC-Nerds. Jeder sprach mit jedem und Du konntest jeden alles fragen.“

Bis 1986 folgten Auslandsaufenthalte in Italien und Japan. An der Universität von Hokkaidō besuchte Coupland Kurse in Produktdesign. Es gelang ihm anschließend, sich in Tokio als Designer zu etablieren. Er kehrte aus gesundheitlichen Gründen nach Kanada zurück. Dort stellte er seine Arbeiten 1987 unter dem Titel The Floating World in der Vancouver Art Gallery aus. In den späten Achtzigern begann er für lokale Magazine zu schreiben, um damit seine Arbeit als Künstler zu finanzieren. Daraus resultierte sein Erstlingswerk Generation X, das ihn berühmt machte. Daneben arbeitet er nach wie vor an Skulpturen und Installationen. 2004 schuf er das Canada House, eine Installation, die sich mit Stereotypen kanadischer Identität anhand von Alltagsgegenständen auseinandersetzte. 2005 schrieb er das Drehbuch zu dem Film Everything's Gone Green.
Coupland ist weiterhin als bildender Künstler tätig. Er schuf unter anderem im Rahmen eines Kunstprojekts die Skulptur Digital Orca, die 2010 auf dem Jack Poole Plaza in Vancouver aufgestellt wurde. Er lebt mit seinem Lebensgefährten David Weir in West Vancouver, British Columbia.

## Werk

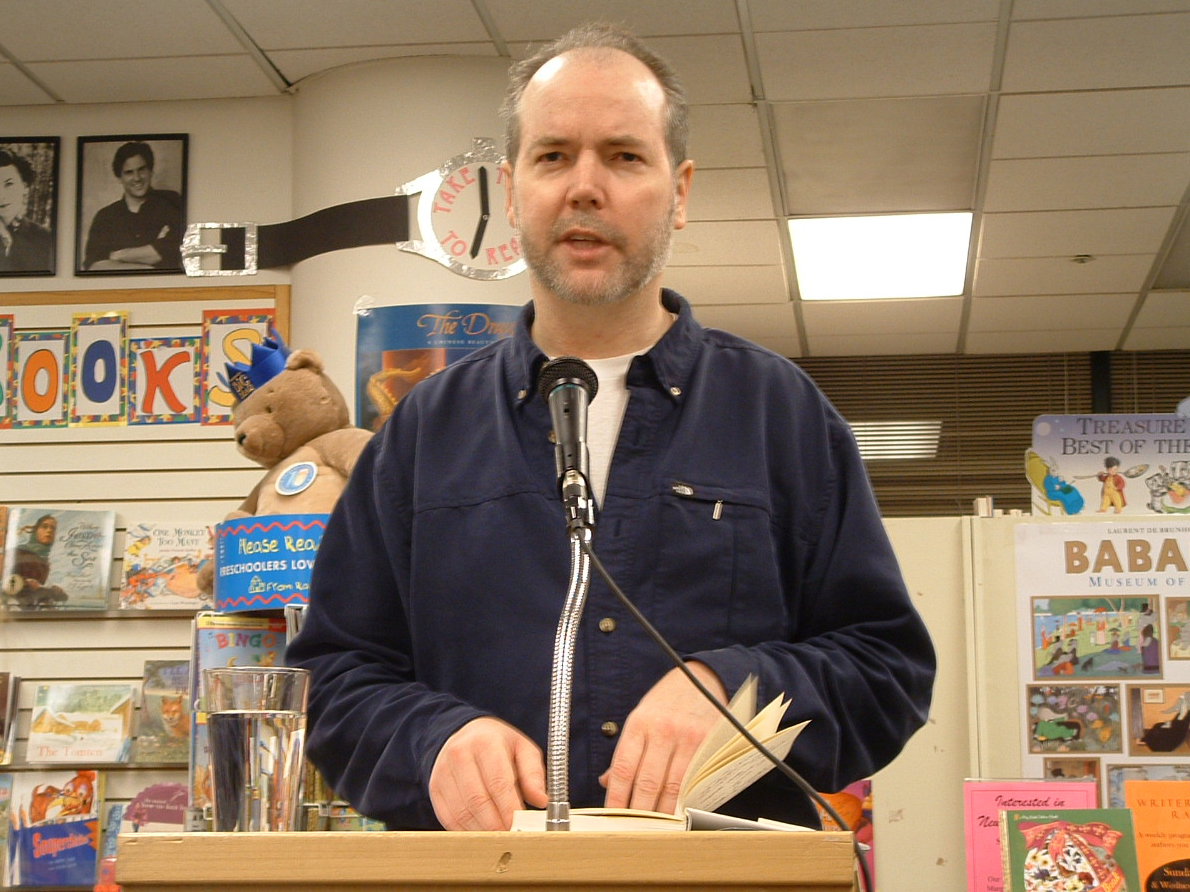
Douglas Coupland, 2005

Von 1989 bis 1990 lebte Coupland in einer Region der Mojave-Wüste, um dort einen Vertrag mit St. Martins Press zu erfüllen, der eigentlich bestimmte, dass Coupland ein Sachbuch über die Generation zu schreiben habe, die nach den Baby-Boomern auf die Welt kamen. Statt des Sachbuchs entstand jedoch ein Roman, den Coupland den Titel Generation X gab. Der Roman fand in Kanada zunächst keinen Verleger, schließlich konnte Coupland ihn 1991 bei einem US-amerikanischen Verlagshaus unterbringen. Der Roman war kein sofortiger Erfolg, gewann jedoch allmählich eine große Leserschaft, die ihr Lebensgefühl in diesem Roman reflektiert sah. Gegen seinen eigenen Widerstand gelangte Coupland in den Ruf, ein Sprecher für diese konsumkritische Bevölkerungsschicht zu sein. Der Roman Generation X wurde letztendlich ein Welterfolg, der Titel wurde zum sprichwörtlichen Begriff und namensgebend für eine vom Konsumwahn abgestoßene Bewegung. Das Buch schildert in anekdotenhafter Form den Selbstfindungsprozess dreier exemplarischer Vertreter der Generation X und ihr Streben, der zunehmenden Kommerzialisierung ein eigenes Wertesystem entgegenzustellen.
1992 folgte der Roman Shampoo Planet. Er handelt von der Generation, die der Generation X nachfolgte und die jetzt gewöhnlich als Generation Y bezeichnet wird. In ihm wird eine Jugend dargestellt, die Statussymbole und Karrieredenken in den Vordergrund stellt und damit in deutlichem Widerspruch zu den der Hippie-Generation zugehörigen Eltern steht. Coupland ließ sich kurz nach der Veröffentlichung permanent in Vancouver nieder. Das 1993 erschienene Life After God schildert episodenhaft die Existenzängste der Generation X. Atomare Bedrohung, Zerstörung der Umwelt, Tod und die Suche nach Gott charakterisieren die assoziativ geformte Erzählung.
1995 veröffentlichte Coupland den satirischen Roman Microserfs (von engl. serf, Leibeigener) über die Angestellten des Microsoft-Konzerns, der gleichzeitig den IT-Boom der Neunziger parodiert. Er erschien 1996 auf Deutsch unter dem Titel Microsklaven. Das Buch entstand aus einer Kurzgeschichte über Angestellte dieses Konzerns, die Coupland 1994 für das damals neu gegründete Magazin Wired geschrieben hatte. Während der Buchrecherchen lebte Coupland für einige Wochen in Redmond, dem Hauptsitz von Microsoft, und anschließend für vier Monate in Palo Alto im Silicon Valley, um das Leben der Personen besser zu verstehen, die direkt an der Informationsrevolution beteiligt sind. Coupland, der selber aus einer religiösen Familie stammte, nannte die „Jetzt“-Orientierung der von ihm beobachteten Personen besonders auffällig. Maschinen seien die Idole, die ihre Wünsche, Hoffnungen, Ziele und Träume beeinflussten. Als besonders verblüffend bezeichnete er es, dass sie sich nicht mit Fragen wie Tod und einem Leben nach dem Tod auseinandersetzen.
1996 publizierte Coupland den Sammelband Polaroids from the Dead, in dem er abermals die gesellschaftlichen Veränderungen der Dekade unter die Lupe nahm. Die verschiedenen Themen, die Coupland in diesen Essays aufgreift, sind ein Besuch bei einem Konzert der Band Grateful Dead, Betrachtungen über den Film Harold and Maude, der Besuch eines deutschen Journalisten, der Jahrestag des Todes von Marilyn Monroe und das Leben in der Stadt Brentwood während der Zeit des Mordprozesses gegen den ehemaligen Football-Spieler O. J. Simpson.
Im selben Jahr war Coupland auf einer Promotiontour durch Europa für seinen Roman Mikrosklaven. Die hohe Arbeitsbelastung sorgte für eine Lebensphase, die von Erschöpfung und Niedergeschlagenheit gekennzeichnet war. Diese Erfahrungen spiegeln sich auch in seinem nächsten Roman Girlfriend in a Coma wider, den eine Abkehr von Couplands lakonischem Schreibstil kennzeichnet. Es ist ein apokalyptisches Märchen, das die gescheiterten Träume der Protagonisten thematisiert. Eleanor Rigby greift 2004 abermals das Motiv ionisierender Strahlung auf und erzählt die Geschichte einer Mittdreißigerin, deren Leben aus den gewohnten Bahnen bricht, nachdem ihr Sohn, den sie nach der Geburt zur Adoption freigab, nach 20 Jahren in ihr Leben tritt.
In The Gum Thief rekrutiert sich das Personal aus den Angestellten und Kunden eines Büroartikel-Großmarkts. In die Haupterzählung eingewoben ist der fiktive Roman Glove Pond, den einer der Angestellten angelehnt an die Ereignisse seiner Kollegen Kapitel für Kapitel fortschreibt. In der Haupterzählung geht es darum, dass zwei Menschen am Tiefpunkt angekommen sind und sich dessen bewusst werden. Dann nehmen sie das ihnen entglittene Leben wieder in die Hand: Der eine, indem er den Roman schreibt, die andere, indem sie ein Studium beginnt.
2009 veröffentlichte Coupland den Roman Generation A. Rückgreifend auf sein Debüt mit Generation X unternimmt Coupland hier erneut den Versuch, das Lebensgefühl einer zunehmend individualisierten Generation zwischen YouTube, Google und Twitter zu dokumentieren. Zu diesem Zweck integriert die Erzählung zahlreiche stilistische und gestalterische Elemente des Web 2.0. Die Geschichte spielt in der nahen Zukunft: Bienen gelten als weltweit ausgestorben, bis unvermittelt fünf Personen, verstreut über den gesamten Erdball, gestochen werden. Die fünf Protagonisten werden kurz nach diesem Vorfall auf abenteuerliche Weise gefangen genommen, isoliert, schließlich an einem entlegenen Ort zusammengebracht. Es gilt herauszufinden, was die Bienen dazu animierte, ebendiese Personen zu stechen.
In Player One aus dem Jahr 2010 beschreibt Coupland das Zusammentreffen verschiedener Personen in einer Flughafenbar. Ein Zwischenfall sorgt dafür, dass die Menschen von der Außenwelt abgeschnitten sind und daraufhin ihre Verhaltensweisen und Einstellungen, teils drastisch, ändern.

## Auszeichnungen und Nominierungen
- 2001 Bill Duthie Booksellers’ Choice Award – City of Glass (Douglas & McIntyre)
- 2011 Shortlist – Hubert Evans Non-Fiction Prize – Marshall McLuhan
- 2013 Officer des Order of Canada
- 2014 Order of British Columbia
- 2017 Lieutenant Governor’s Award for Literary Excellence

## Bibliografie
Romane
- Generation X (1991)
  - Deutsch: Generation X. Übersetzt von Harald Riemann. Galgenberg, 1992, ISBN 3-87058-120-4. Auch als: Generation X : Geschichten für eine immer schneller werdende Kultur. Übersetzt von Harald Riemann. Aufbau Digital, Berlin 2018, ISBN 978-3-8412-1614-4 (E-Book).
- Shampoo Planet (1992)
  - Deutsch: Shampoo-Planet. Übersetzt von Harald Riemann. Aufbau, 1994, ISBN 3-351-02272-7.
- Microserfs (1995)
  - Deutsch: Microsklaven. Übersetzt von Tina Hohl. Hoffmann und Campe, 1996, ISBN 3-455-01173-X.
- Girlfriend in a Coma (1998)
  - Deutsch: Girlfriend in a Coma. Übersetzt von Tina Hohl. Hoffmann und Campe, 1999, ISBN 3-455-01174-8.
- Miss Wyoming (1998)
  - Deutsch: Miss Wyoming. Übersetzt von Tina Hohl. Hoffmann und Campe, Hamburg 2001, ISBN 3-455-01175-6.
- All Families Are Psychotic (2001)
  - Deutsch: Alle Familien sind verkorkst. Übersetzt von Tina Hohl. Hoffmann und Campe, 2002, ISBN 3-455-01176-4.
- God Hates Japan (2001)
- Hey Nostradamus! (2003)
- Eleanor Rigby (2004)
  - Deutsch: Eleanor Rigby. Übersetzt von Tina Hohl. Hoffmann und Campe, Hamburg 2006, ISBN 3-455-40007-8.
- JPod (2006)
  - Deutsch: JPod. Übersetzt von Clara Drechsler und Harald Hellmann. Tropen, 2011, ISBN 978-3-608-50103-2.
- The Gum Thief (2007)
- Generation A (2009)
  - Deutsch: Generation A. Übersetzt von Clara Drechsler und Harald Hellmann. Tropen (Klett-Cotta Tropen #50110), 2010, ISBN 978-3-608-50110-0.
- Player One: What Is to Become of Us: A Novel in Five Hours (2010)
  - Deutsch: Spieler Eins: Roman in 5 Stunden. Übersetzt von Clara Drechsler und Harald Hellmann. Tropen, 2013, ISBN 978-3-608-50114-8.
- Worst. Person. Ever. (2013)

Sammlungen
- Life After God (1994)
  - Deutsch: Life After God : Die Geschichten der Generation X. Übersetzt von Harald Riemann. Aufbau-Verlag, Berlin 1995, ISBN 3-351-02335-9.
- Polaroids from the Dead (1996)
  - Deutsch: Amerikanische Polaroids. Übersetzt von Tina Hohl. Hoffmann und Campe, Hamburg 1998, ISBN 3-455-11123-8.
- Highly Inappropriate Tales for Young People (2011; mit Graham Roumieu)
- Bit Rot (2015)
  - Deutsch: Bit Rot : Berichte aus der sich auflösenden Welt. Übersetzt von Clara Drechsler und Harald Hellmann. Blumenbar, Berlin 2019, ISBN 978-3-351-05070-2.

Kurzgeschichten
1994:
- 1,000 Years (Life After God) (1994, in: Douglas Coupland: Life After God)
- Gettysburg (1994, in: Douglas Coupland: Life After God)
- In the Desert (1994, in: Douglas Coupland: Life After God)
- Little Creatures (1994, in: Douglas Coupland: Life After God)
- My Hotel Year (1994, in: Douglas Coupland: Life After God)
- Patty Hearst (1994, in: Douglas Coupland: Life After God)
- Things That Fly (1994, in: Douglas Coupland: Life After God)
- The Wrong Sun (1994, in: Douglas Coupland: Life After God)

1997:
- Shopping Is Not Creating (1997, in: Fred G. Leebron, Paula Geyh und Andrew Levy (Hrsg.): Postmodern American Fiction)

1998:
- Fire at the Ativan Factory (1998, in: Sarah Champion (Hrsg.): Disco 2000)
  - Deutsch: Jahrhundertaustreibung. Übersetzt von Volker Oldenburg. In: Sarah Champion (Hrsg.): Die letzte Nacht des Jahrtausends. Rowohlt rororo #22587, 1999, ISBN 3-499-22587-5.

2010:
- Survivor (2010, in: Zsuzsi Gartner (Hrsg.): Darwin’s Bastards: Astounding Tales from Tomorrow)

2013:
- Andy Warhol (2013, in: Dan Crowe (Hrsg.): Dead Interviews: Living Writers Meet Dead Icons)

Sachliteratur
- Lara’s Book: Lara Croft and the Tomb Raider Phenomenon (1998)
- Souvenir of Canada (2002)
- City of Glass : Douglas Coupland's Vancouver (2003)
- Souvenir of Canada 2 (2004)
- Terry : Terry Fox and his Marathon of Hope (2005)
- Marshall McLuhan : You Know Nothing of My Work! (2010)
  - Deutsch: Marshall McLuhan : Eine Biographie. Übersetzt von Nicolai von Schweder-Schreiner. Tropen-Verlag Label von Klett-Cotta, Stuttgart 2011, ISBN 978-3-608-10178-2 (E-Book).
- Shopping in Jail : Ideas, Essays, and Stories For the Increasingly Real Twenty-First Century (2013)
- Kitten Clone : Inside Alcatel-Lucent (2014; auch: Kitten Clone : The History of the Future at Bell Labs, 2015)
- The Age of Earthquakes : A Guide to the Extreme Present (2015)
  - Deutsch mit Hans Ulrich Obrist und Shumon Basar: Erschütterung der Welt : Leitfaden für die extreme Gegenwart. Eichborn / Bastei Lübbe, Köln 2015, ISBN 978-3-8479-0588-2.

Theaterstück
- Life After God: The Play (2008; mit Michael Lewis MacLennan)